# 컴리 프리미어
컴리 프리미어(Cymru Premier)는 영국 웨일스 지역에서의 최상위 축구 리그이다. 스폰서십에 따라 JD 컴리 프리미어로 불리고 있다. 2002년 이전까지 리그 오브 웨일스(League of Wales) 또는 웰시 프리미어십(Welsh Premier Ship)로도 불렸다. 2019-20 시즌부터 컴리 프리미어라는 완전히 새로운 브랜드로 변경하였다. 컴리 (웨일스어: Cymru [ˈkəmri] ( 듣기))는 웨일스어로 웨일스를 지칭하는 말이다.

## 불안한 시작
현재의 리그는 1992년에 웨일스 축구 협회에서 만들어졌다. 웨일스와 영국의 다른 세 지역은 국제축구협회위원회 (IFAB)에 영구 의석을 가지고 있는데, 많은 FIFA의 회원국들이 이를 못마땅하게 여겨 단일 국가인 영국으로 등록하라고 요구하고 있다.
당시 웨일스는 전 세계에서 고유의 국가 리그가 없는 거의 유일한 국가였다. 전통적으로 웨일스의 상위 팀들은 잉글랜드 리그에서 경기를 해왔었다. 풋볼 리그에서 활동하고 있었던 카디프 시티 FC, 스완지 시티 AFC, 렉섬 FC를 비롯하여 많은 수의 웨일스 클럽팀이 잉글랜드에서 리그를 치르고 있었다. 웨일스 클럽들은 남북 교통보다 동서 교통이 더욱 편리하였기 때문에, 많은 클럽들이 동쪽의 잉글랜드를 향하게 되었다.
리그 오브 웨일스의 시작은 웨일스 축구 협회와 잉글랜드 리그에 남고자 하는 웨일스 클럽간의 갈등으로 인해 썩 좋지는 않았다. 뱅고어 시티 FC, 배리 타운 유나이티드 FC, 카나번 타운 FC, 콜윈 베이 FC, 머르티르 티드필 FC, 뉴포트 카운티 AFC, 뉴타운 FC, 릴 FC가 바로 웨일스 축구 협회와의 갈등이 있던 일명 성난 여덟이다.
첫 시즌이 시작되기 전에, 뱅고어 시티 FC, 뉴타운 FC, 릴 FC가 웨일스에서 리그를 진행하기로 결정했다. 하지만 릴의 리그 참가 신청은 늦게 이루어져서, 릴 FC는 웨일스 리그의 2부에서 시작하게 되었다. 웨일스 축구 협회의 제재로 인해 남은 다섯 개 클럽은 잉글랜드에서 홈 경기를 치러야 했다. 다음 시즌에는 배리 타운 유나이티드 FC가 리그에 참가하여 다섯은 넷으로 줄었다.
1995년의 법원 판결에 따라 남은 네 클럽의 잉글랜드 리그 동안의 웨일스 내에서의 홈경기가 허용되었다. 그럼에도 불구하고 카나번 타운 FC가 리그 오브 웨일스에 참가하기로 결정하였다. 그러나 콜윈 베이 FC, 머르티르 티드필 FC, 뉴포트 카운티 AFC는 아직도 잉글랜드 리그에 남아 있다.

## 강등 및 승격
웨일스 프리미어리그로 승격하는 팀은 그 아래에 위치한 하부리그인 북부의 킴루 연맹(Cymru Alliance)과 남부의 웨일스 풋볼리그 1부 디비전(Welsh Football League First Division)에 속한 팀이다. 각 지역의 우승 팀은 리그에서 요구하는 안전 표준과 경기장 및 기반시설등이 합당하면 승격하게 된다.

## 유럽 대회
웨일스 프리미어리그의 우승 팀은 UEFA 챔피언스리그 2차예선에 진출하고 2~3위팀과 웨일스 컵 우승 팀은 UEFA 유로파리그 2차예선에 진출한다. 만약 웨일스 컵 우승 팀이 1~3위팀이라면, 컵 우승 팀에게 주어지는 UEFA 유로파리그 진출권은 4위에게 넘어간다.

## 2024-2025 시즌 클럽
- 에버리스트위스 타운 FC
- CARDIFF METROPOLITAN UNIVERSITY FC
- 에어버스 UK FC
- 발라 타운 FC
- 뱅고어 시티 FC
- 카마던 타운 AFC
- 코나스 퀘이 FC
- 릴 FC
- 뉴타운 FC
- CEFN DRUIDS AFC
- 란디드노 FC
- 더 뉴 세인츠 FC

## 같이 보기
- 웰시컵
- 축구 대회 목록